# Phyllopodium heterophyllum
Phyllopodium heterophyllum är en flenörtsväxtart som först beskrevs av Carl von Linné d.y., och fick sitt nu gällande namn av George Bentham. Phyllopodium heterophyllum ingår i släktet Phyllopodium och familjen flenörtsväxter. Inga underarter finns listade i Catalogue of Life.